# ووملنگ
ووملنگ (به انگلیسی: Woomelang) یک شهرک در استرالیا است که در ویکتوریا (استرالیا) واقع شده‌است.